# Саут-Бостон (Виргиния)
Саут-Бостон  (англ. South Boston) — город в округе Галифакс в штате Виргиния США. По данным переписи 2020 года, численность населения составляла 7966 человек.

## Население
| 2010 | 2020  |
| ---- | ----- |
| 8142 | ↘7966 |